# Avoca (Minnesota)
Avoca és una població dels Estats Units a l'estat de Minnesota. Segons el cens del 2000 tenia 146 habitants.

## Demografia
Segons el cens del 2000, Avoca tenia 146 habitants, 67 habitatges, i 38 famílies. La densitat de població era de 51,7 habitants per km².
Dels 67 habitatges en un 23,9% hi vivien nens de menys de 18 anys, en un 47,8% hi vivien parelles casades, en un 7,5% dones solteres, i en un 41,8% no eren unitats familiars. En el 37,3% dels habitatges hi vivien persones soles el 13,4% de les quals corresponia a persones de 65 anys o més que vivien soles. El nombre mitjà de persones vivint en cada habitatge era de 2,18 i el nombre mitjà de persones que vivien en cada família era de 2,82.
Per edats la població es repartia de la següent manera: un 21,9% tenia menys de 18 anys, un 2,7% entre 18 i 24, un 27,4% entre 25 i 44, un 32,9% de 45 a 60 i un 15,1% 65 anys o més.
L'edat mediana era de 44 anys. Per cada 100 dones de 18 o més anys hi havia 119,2 homes.
La renda mediana per habitatge era de 29.375 $ i la renda mediana per família de 33.750 $. Els homes tenien una renda mediana de 25.313 $ mentre que les dones 16.667 $. La renda per capita de la població era de 13.184 $. Entorn del 7,5% de les famílies i el 12,6% de la població estaven per davall del llindar de pobresa.

## Poblacions més properes
El següent diagrama mostra les poblacions més properes.